# Christopher Walken
Christopher Walken (født Ronald Walken den 31. marts 1943) er en Oscar-vindende amerikansk film- og teaterskuespiller.
Walken har medvirket i over 100 film og tv-programmer siden 1953, inklusive The Deer Hunter, The Dead Zone, A View to a Kill, Batman Returns, True Romance, Pulp Fiction og Catch Me If You Can og i klassiske tv-serier som Kojak og The Naked City.
Han vandt en Oscar for bedste mandlige birolle for sin rolle i The Deer Hunter og var nomineret for sin rolle i Catch Me If You Can.
Han er den eneste skuespiller der har spillet skurk i både en Batman- og en James Bond-film. Walken optræder i rollen som den fiktive producer Bruce Dickinson i den berømte Blue Oyster Cult sketch "More_Cowbell (en)"

## Filmografi
| År   | Titel                                   | Rolle                                          | Instruktør           | Ref.                   |
| ---- | --------------------------------------- | ---------------------------------------------- | -------------------- | ---------------------- |
| 1966 | Barefoot in Athens                      | Lamprocles                                     | George Schaefer      | [ 1 ]                  |
| 1969 | Me and My Brother                       | The Director                                   | Robert Frank         | [ 2 ]                  |
| 1969 | The Three Musketeers                    | John Felton                                    | John Hirsch          | [ 3 ]                  |
| 1971 | The Anderson Tapes                      | The Kid                                        | Sidney Lumet         | [ 4 ]                  |
| 1972 | The Happiness Cage                      | Private James H. Reese                         | Bernard Girard       | [ 5 ]                  |
| 1975 | Valley Forge                            | The Hessian                                    | Fielder Cook         | [ 6 ]                  |
| 1976 | Next Stop, Greenwich Village            | Robert                                         | Paul Mazursky        | [ 7 ]                  |
| 1977 | Annie Hall                              | Duane Hall                                     | Woody Allen          | [ 8 ]                  |
| 1977 | Roseland                                | Russell                                        | James Ivory          | [ 9 ]                  |
| 1977 | The Sentinel                            | Detective Rizzo                                | Michael Winner       | [ 10 ]                 |
| 1978 | Shoot the Sun Down                      | "Mr. Rainbow"                                  | David Leeds          | [ 11 ]                 |
| 1978 | The Deer Hunter                         | Nikanor "Nick" Chevotarevich                   | Michael Cimino       | [ 12 ]                 |
| 1979 | Last Embrace                            | Eckart                                         | Jonathan Demme       | [ 13 ]                 |
| 1980 | Heaven's Gate                           | Nathan D. Champion                             | Michael Cimino       | [ 14 ]                 |
| 1980 | The Dogs of War                         | James "Jamie" Shannon                          | John Irvin           | [ 15 ]                 |
| 1981 | Pennies from Heaven                     | Tom                                            | Herbert Ross         | [ 16 ]                 |
| 1983 | Brainstorm                              | Dr. Michael Anthony Brace                      | Douglas Trumbull     | [ 17 ]                 |
| 1983 | The Dead Zone                           | Johnny Smith                                   | David Cronenberg     | [ 18 ]                 |
| 1985 | A View to a Kill                        | Max Zorin                                      | John Glen            | [ 19 ]                 |
| 1986 | At Close Range                          | Brad Whitewood Sr.                             | James Foley          | [ 20 ]                 |
| 1987 | Deadline                                | Don Stevens                                    | Nathaniel Gutman     | [ 21 ]                 |
| 1988 | Biloxi Blues                            | Technical Sergeant Merwin J. Toomey            | Mike Nichols         | [ 22 ]                 |
| 1988 | Homeboy                                 | Wesley Pendergass                              | Michael Seresin      | [ 23 ]                 |
| 1988 | Puss in Boots                           | Puss                                           | Eugene Marner        | [ 24 ]                 |
| 1988 | The Milagro Beanfield War               | Kyril Montana                                  | Robert Redford       | [ 25 ]                 |
| 1989 | Communion                               | Louis Whitley Strieber                         | Philippe Mora        | [ 26 ]                 |
| 1990 | King of New York                        | Frank White                                    | Abel Ferrara         | [ 27 ]                 |
| 1990 | The Comfort of Strangers                | Robert                                         | Paul Schrader        | [ 28 ]                 |
| 1991 | All-American Murder                     | P.J. Decker                                    | Anson Williams       | [ 29 ]                 |
| 1991 | McBain                                  | Bobby McBain                                   | James Glickenhaus    | [ 30 ]                 |
| 1992 | Batman Returns                          | Max Shreck                                     | Tim Burton           | [ 31 ]                 |
| 1992 | Day of Atonement                        | Pasco Meisner                                  | Alexandre Arcady     | [ 32 ]                 |
| 1992 | Mistress                                | Warren Zell                                    | Barry Primus         | [ 33 ]                 |
| 1993 | True Romance                            | Vincenzo Coccotti                              | Tony Scott           | [ 16 ]                 |
| 1993 | Wayne's World 2                         | Robert C. "Bobby" Cahn                         | Stephen Surjik       | [ 34 ]                 |
| 1994 | A Business Affair                       | Vanni Corso                                    | Charlotte Brändström | [ 35 ]                 |
| 1994 | Pulp Fiction                            | Captain Koons                                  | Quentin Tarantino    | [ 16 ]                 |
| 1995 | Nick of Time                            | Mr. Smith                                      | John Badham          | [ 36 ]                 |
| 1995 | Search and Destroy                      | Kim Ulander                                    | David Salle          | [ 37 ]                 |
| 1995 | The Addiction                           | Peina                                          | Abel Ferrara         | [ 38 ]                 |
| 1995 | The Prophecy                            | Gabriel                                        | Gregory Widen        | [ 39 ]                 |
| 1995 | Things to Do in Denver When You're Dead | The Man With The Plan                          | Gary Fleder          | [ 40 ]                 |
| 1995 | Wild Side                               | Bruno Buckingham                               | Donald Cammell       | [ 41 ]                 |
| 1996 | Basquiat                                | The Interviewer                                | Julian Schnabel      | [ 42 ]                 |
| 1996 | Celluloide                              | US Officer Rod Geiger                          | Carlo Lizzani        | [ 43 ]                 |
| 1996 | Last Man Standing                       | Hickey                                         | Walter Hill          | [ 44 ]                 |
| 1996 | The Funeral                             | Raimundo Tempio                                | Abel Ferrara         | [ 45 ]                 |
| 1997 | Excess Baggage                          | Ray Perkins                                    | Marco Brambilla      | [ 46 ]                 |
| 1997 | Mouse Hunt                              | Caesar                                         | Gore Verbinski       | [ 47 ]                 |
| 1997 | Suicide Kings                           | Carlo Bartolucci / Charlie Barret              | Peter O'Fallon       | [ 48 ]                 |
| 1997 | Touch                                   | Bill Hill                                      | Paul Schrader        | [ 49 ]                 |
| 1998 | Antz                                    | Colonel Cutter (voice)                         | Eric Darnell         | [ 50 ]                 |
| 1998 | Illuminata                              | Umberto Bevalaqua                              | John Turturro        | [ 51 ]                 |
| 1998 | New Rose Hotel                          | Fox                                            | Abel Ferrara         | Also co-producer       |
| 1998 | The Prophecy II                         | Gabriel                                        | Greg Spence          | Direct-to-DVD          |
| 1998 | Trance                                  | Uncle Bill Ferriter                            | Michael Almereyda    | [ 54 ]                 |
| 1999 | Blast from the Past                     | Calvin Webber                                  | Hugh Wilson          | [ 55 ]                 |
| 1999 | Kiss Toledo Goodbye                     | Max                                            | Lyndon Chubbuck      | [ 56 ]                 |
| 1999 | Sleepy Hollow                           | The Hessian                                    | Tim Burton           | [ 57 ]                 |
| 1999 | The Opportunists                        | Victor "Vic" Kelly                             | Myles Connell        | [ 58 ]                 |
| 2000 | The Prophecy 3: The Ascent              | Gabriel                                        | Patrick Lussier      | Direct-to-DVD          |
| 2001 | America's Sweethearts                   | Hal Weidmann                                   | Joe Roth             | [ 60 ]                 |
| 2001 | Joe Dirt                                | Anthony Benedetti / Clem Doore / Gert B. Frobe | Dennie Gordon        | [ 61 ]                 |
| 2001 | Popcorn Shrimp                          |                                                | Christopher Walken   | Short film Also writer |
| 2001 | Scotland, PA                            | Lieutenant McDuff                              | Billy Morrissette    | [ 63 ]                 |
| 2001 | The Affair of the Necklace              | Alessandro Cagliostro                          | Charles Shyer        | [ 64 ]                 |
| 2002 | Catch Me If You Can                     | Frank William Abagnale Sr.                     | Steven Spielberg     | [ 65 ]                 |
| 2002 | Engine Trouble                          | Rusty (stemme)                                 | Brad Barnes          | Short film             |
| 2002 | Poolhall Junkies                        | Uncle Mike Flynn                               | Mars Callahan        | [ 66 ]                 |
| 2002 | The Country Bears                       | Reed Thimple / Benny Bogswaggle                | Peter Hastings       | [ 67 ]                 |
| 2002 | Undertaking Betty                       | Frank Featherbed                               | Nick Hurran          | [ 68 ]                 |
| 2003 | Gigli                                   | Detective Stanley Jacobellis                   | Martin Brest         | [ 69 ]                 |
| 2003 | Kangaroo Jack                           | Salvatore "Sal" Maggio                         | David McNally        | [ 70 ]                 |
| 2003 | The Rundown                             | Cornelius Hatcher                              | Peter Berg           | [ 71 ]                 |
| 2004 | Around the Bend                         | Turner Lair                                    | Jordan Roberts       | [ 72 ]                 |
| 2004 | Envy                                    | "J-Man"                                        | Barry Levinson       | [ 73 ]                 |
| 2004 | Man on Fire                             | Paul Rayburn                                   | Tony Scott           | [ 74 ]                 |
| 2004 | The Stepford Wives                      | Mike Wellington                                | Frank Oz             | [ 57 ]                 |
| 2005 | Domino                                  | Mark Heiss                                     | Tony Scott           | [ 75 ]                 |
| 2005 | Romance & Cigarettes                    | Cousin Bo                                      | John Turturro        | [ 76 ]                 |
| 2005 | Wedding Crashers                        | William Cleary                                 | David Dobkin         | [ 77 ]                 |
| 2006 | Click                                   | Morty                                          | Frank Coraci         | [ 78 ]                 |
| 2006 | Fade to Black                           | Brewster                                       | Oliver Parker        | [ 74 ]                 |
| 2006 | Man of the Year                         | Jack Menkan                                    | Barry Levinson       | [ 79 ]                 |
| 2007 | Balls of Fury                           | Feng                                           | Robert Ben Garant    | [ 80 ]                 |
| 2007 | Hairspray                               | Wilbur Turnblad                                | Adam Shankman        | [ 81 ]                 |
| 2008 | Five Dollars a Day                      | Nat Parker                                     | Nigel Cole           | [ 82 ]                 |
| 2009 | The Maiden Heist                        | Roger Barlow                                   | Peter Hewitt         | [ 83 ]                 |
| 2011 | Dark Horse                              | Jackie                                         | Todd Solondz         | [ 69 ]                 |
| 2011 | Kill the Irishman                       | Alex "Shondor" Birns                           | Jonathan Hensleigh   | [ 84 ]                 |
| 2012 | A Late Quartet                          | Peter Mitchell                                 | Yaron Zilberman      | [ 85 ]                 |
| 2012 | Life's a Beach                          | Roy Callahan                                   | Tony Vitale          | [ 86 ]                 |
| 2012 | Seven Psychopaths                       | Hans Kieslowski / The Quaker                   | Martin McDonagh      | [ 87 ]                 |
| 2012 | Stand Up Guys                           | "Doc"                                          | Fisher Stevens       | [ 88 ]                 |
| 2013 | Gods Behaving Badly                     | Zeus                                           | Marc Turtletaub      | [ 89 ]                 |
| 2013 | The Power of Few                        | Doke                                           | Leone Marucci        | [ 90 ]                 |
| 2014 | Jersey Boys                             | Angelo "Gyp" DeCarlo                           | Clint Eastwood       | [ 91 ]                 |
| 2015 | Joe Dirt 2: Beautiful Loser             | Anthony Benedetti / Clem Doore / Gert B. Frobe | Fred Wolf            | [ 92 ]                 |
| 2015 | One More Time                           | Paul Francis Lippman / Paul Lombard            | Robert Edwards       | [ 93 ]                 |
| 2015 | The Family Fang                         | Caleb Fang                                     | Jason Bateman        | [ 94 ]                 |
| 2016 | Eddie the Eagle                         | Warren Sharp                                   | Dexter Fletcher      | [ 95 ]                 |
| 2016 | Nine Lives                              | Felix Perkins                                  | Barry Sonnenfeld     | [ 95 ]                 |
| 2016 | The Jungle Book                         | King Louie (stemme)                            | Jon Favreau          | [ 96 ]                 |
| 2017 | Father Figures                          | Dr. Walter Tinkler                             | Lawrence Sher        |                        |
| 2018 | Irreplaceable You                       | Myron                                          | Stephanie Laing      | [ 97 ]                 |
| 2019 | The Jesus Rolls                         | The Warden                                     | John Turturro        |                        |
| 2020 | * I krig med morfar                     | Jerry                                          | Tim Hill             |                        |
| 2020 | Percy                                   | Percy Schmeiser                                | Clark Johnson        |                        |
| 2020 | Wild Mountain Thyme                     | Tony Reilly                                    | John Patrick Shanley |                        |
| 2024 | Dune: Part Two                          | Shaddam IV                                     | Denis Villeneuve     | Post-production        |